# Écovolontariat
Vous pouvez aider à l'améliorer ou bien discuter des problèmes sur sa page de discussion.
- Il ne s’appuie pas, ou pas assez, sur des sources secondaires ou tertiaires. (Marqué depuis mai 2021)
- Il adopte un point de vue régional ou culturel particulier et nécessite une internationalisation. (Marqué depuis mai 2021)

- Archive Wikiwix
- Bing
- Cairn
- DuckDuckGo
- E. Universalis
- Gallica
- Google
- G. Books
- G. News
- G. Scholar
- Persée
- Qwant
- (zh) Baidu
- (ru) Yandex
- (wd) trouver des œuvres sur Wikidata

L'écovolontariat est une forme de soutien à des actions de recherche, de protection et de conservation se déroulant directement sur le terrain. 
Il peut ainsi et par exemple se traduire par une aide apportée à des employés d'un parc national ou à l'étude de cétacés dans leur milieu naturel en compagnie de chercheurs ou en lien avec des scientifiques. 

## Éléments de définition
Généralement, l'écovolontariat se caractérise par une aide aux organisations locales de protection de la nature, en manque de moyens, et qui auraient besoin d'effectifs supplémentaires, voire d'aide financière. 
Le Collectif francophone d'écovolontariat créé en 2014 à l'initiative de plusieurs organismes en donne la définition suivante : L’écovolontariat est une action solidaire et participative qui consiste à aider, durant son temps libre, un projet lié à la préservation et à la valorisation de la diversité animale, végétale, environnementale, et culturelle. L’écovolontaire est un citoyen engagé et bénévole et ne peut, à ce titre, recevoir de contrepartie financière pour son action.
Il n’appartient pas au secteur du tourisme, mais à celui du voyage participatif.
Néanmoins, par son lien direct avec certaines sciences, notamment celles liées à l'écologie ou la biodiversité, il est parfois rattaché au tourisme scientifique. 
L'écovolontariat peut être organisé individuellement, ou reposer sur des plateformes spécialisées.

### Autres termes utilisés
Plusieurs termes sont employés à tort[réf. nécessaire], pour parler d'écovolontariat : tourisme volontaire, volontariat, bénévolat...
- Tourisme volontaire : La définition du tourisme volontaire a été proposée par Wearing (2001): « Tourisme qui, pour des raisons diverses et variées, consiste à participer de manière organisée, à des vacances pouvant impliquer une aide humanitaire, la restauration de certains biotopes, où l’étude de la population ou de l’écologie locale ». (Traduit de l’anglais). Cette définition est très proche de l'écovolontariat[2][source insuffisante].
- Volontariat : Entre le bénévolat et le salariat, le volontariat est employé en France pour différents types d'actions : Le service civique, Le service volontaire européen, Le volontariat de solidarité internationale, Le volontariat international, Le volontariat pour l’insertion, Le volontariat de sapeur-pompier... Dans tous les cas, il s'agit d'un engagement, sans rémunération, dans une action au service de la société. Le volontaire s'engage à temps plein dans une mission de plusieurs mois à quelques années et bénéficie en échange d'une indemnité et souvent de la sécurité sociale[3].
- Bénévolat : « Le bénévole est celui qui s’engage librement pour mener à bien une action non salariée, non soumise à l’obligation de la loi, en dehors de son temps professionnel et familial »[4].
- Le bénévolat nature : "toute action bénévole de terrain ayant pour but la préservation de l'environnement, la protection et la valorisation des espèces animales et végétales et des habitats naturels"[5].

## Chartes
Sous l'égide du Collectif francophone d'écovolontariat, à l'initiative de Céline Arnal, une première charte a vu le jour en 2015.  
Cette dynamique participative, regroupant la plupart des acteurs engagés du secteur, s'est poursuivie, et c'est lors du Salon international de l'écotourisme, du voyage solidaire et participatif (Grenoble 2018), qu'ont eu lieu les premières rencontres internationales de l'écovolontariat. 